# جان ستافورد
جان ستافورد (بالإنجليزية: Jean Stafford)‏ هي مغنية أسترالية، ولدت في 1950.

## وصلات خارجية
- الموقع الرسمي